# Carinodes cubensis
Carinodes cubensis är en stekelart som först beskrevs av Cresson 1865.  Carinodes cubensis ingår i släktet Carinodes och familjen brokparasitsteklar. Inga underarter finns listade.